# 阿萨多拉·拉杰瓦尔迪
阿萨多拉·拉杰瓦尔迪（波斯語：اسدالله لاجوردی，1935年—1998年8月23日）是伊朗的保守派政治家、检察官和典狱长。他是负责在伊斯兰革命后，于1988年处决伊朗政治犯的伊斯兰政府官员之一，  并于1998年8月23日被伊朗人民圣战者组织暗杀。

## 早年生活和教育
拉杰瓦尔迪1935年出生于德黑兰。在担任集市布艺师之前，他学习了神学 。 

## 伊朗伊斯兰革命前
他是伊斯兰联盟Hey'ats （后来的伊斯兰联盟党）的联合创始人之一。 并多次被沙阿政府监禁。 

## 职业
拉杰瓦尔迪是阿布-卡西姆·卡沙尼和伊斯蘭敢死隊的追随者。他曾三度因激进活动被捕并被定罪。1964年，他因参与暗杀伊朗已故总理哈桑·阿里·曼苏尔而入狱18个月。1970年晚些时候，他因企图炸毁德黑兰以色列航空的办公室而在埃文监狱服刑三年。最后，他再次被捕并被判处18年徒刑，罪名是伊朗反对派激进组织人民圣战者组织的成员。当阿亚图拉霍梅尼流亡时，他是在巴黎拜访阿亚图拉霍梅尼的人之一。

### 典狱长
1979年，随着伊朗伊斯蘭革命的爆发，拉耶瓦尔迪在穆罕默德·貝赫什提的推荐下被任命为德黑兰首席检察官。 1981年6月，在埃文监狱的第一位革命后监狱长穆罕默德·卡舒吉被暗杀后，拉杰瓦尔迪被任命为额外的监狱长。根据葉爾萬德·阿布拉哈米安的说法，拉杰瓦尔迪“喜欢被称为哈吉阿迦（Hajj Aqa），并吹嘘他为埃文监狱感到骄傲，以至于他带着他的家人住在那里。”1984年被临时免职，但为了避免暗杀，他和家人继续住在埃文。
拉杰瓦尔迪坚持认为，伊斯兰共和国已将监狱转变为“康复中心”和“意识形态学校”，囚犯在那里学习伊斯兰教，了解他们的错误，并在重返社会之前进行忏悔。 作为德黑兰主要政治监狱埃文监狱的首席典狱长，拉杰瓦尔迪“吹嘘说他的 95% 以上的‘客人’最终都接受了他广受欢迎的录像‘采访’”——即承认他们的政治错误和赞扬伊斯兰共和国和监狱工作人员。
他也被称为“埃温监狱的屠夫”，有着可怕的、宗教狂热的和凶残的自恋癖。据一种说法，在他监督下处决的人数估计约为2500人。诺贝尔和平奖获得者希林·伊巴迪在她的回忆录《伊朗觉醒》中指出，在1988年梅尔萨德叛乱失败后的三个月内，估计有4000至5000名伊朗人民圣战者组织的成员和支持者被处决，由驻扎在伊拉克的MKO战士在两伊战争结束时发起。根据阿里·阿克巴·纳提克-努里的说法，拉杰瓦尔迪与费尔干组织的一些被监禁成员的亲密关系使他们“悔改”。

## 后来的职业
拉杰瓦尔迪于1980年9月1日被任命为时任总理穆罕默德-阿里·拉贾伊内阁的商务部长。

## 暗杀
1998年8月23日，在大规模处决十周年之际，拉杰瓦尔迪被伊朗人民聖戰者組織成员暗杀。在德黑兰集市的拉杰瓦尔迪裁缝店，激进分子使用乌兹冲锋枪向拉杰瓦尔迪和他的保镖（也被打死）开火。